# Watarrkamiris
Watarrkamiris is een geslacht van wantsen uit de familie van de Miridae (Blindwantsen). Het geslacht werd voor het eerst wetenschappelijk beschreven door Cassis in 2008.

## Soorten
Het genus bevat de volgende soorten:

- Watarrkamiris pallidus Cassis, 2008
- Watarrkamiris serpentinae Cassis, 2008